# リンホシスチス病
リンホシスチス病（リンホシスチスびょう、英: lymphocystis disease）とは、イリドウイルス科リンホシスチウイルス属に属するリンホシスチス病ウイルスの感染を原因とする魚類の感染症。リンホシスチス病ウイルスはエンベロープを持たないDNAウイルス。スズキ目、カレイ目、フグ目によく発生、ニシン目、サケ目、アシロ目、アンコウ目、メダカ目、カサゴ目でも報告されている。体表、鰭、まれに筋肉内、腹膜、内臓諸臓器の表面に不規則に白色、灰白色ないし黒色の水泡様あるいは腫瘍様の腫瘤（リンホシスチス細胞の集塊）が形成される。リンホシスチス細胞の核は肥大しており、細胞質には好塩基性の封入体が観察できる。世界中で報告されているが、リンホシスチス病のほとんどは自然治癒して斃死する魚はまれであり、大量発生も報告されていないため、養殖魚に対しての防疫対策が行われることはない。ブリのリンホシスチス病は黒点病と呼ばれる。

## 他のイリドウイルス科のウイルスが原因と考えられる魚類の感染症
- マダイイリドウイルス病
- ウイルス性赤血球壊死症
- 流行性造血器壊死症